# Comuna de Złotów
Złotów (polaco: Gmina Złotów) é uma gminy (comuna) na Polónia, na voivodia de Grande Polónia e no condado de Złotowski. A sede do condado é a cidade de Złotów.
De acordo com os censos de 2004, a comuna tem 9006 habitantes, com uma densidade 30,8 hab/km².

## Área
Estende-se por uma área de 292,5 km², incluindo:
- área agricola: 68%
- área florestal: 23%

## Demografia
Dados de 30 de Junho 2004:
|                      | Total   | Total | Mulheres | Mulheres | Homens  | Homens |
| -------------------- | ------- | ----- | -------- | -------- | ------- | ------ |
|                      | pessoas | %     | pessoas  | %        | pessoas | %      |
| População            | 9006    | 100   | 4407     | 48,9     | 4599    | 51,1   |
| Densidade (pop./km²) | 30,8    | 100   | 15,1     | 15,1     | 15,7    | 15,7   |

De acordo com dados de 2002, o rendimento médio per capita ascendia a 1394,73 zł.

## Subdivisões
- Bielawa, Blękwit, Bługowo, Buntowo, Dzierzążenko, Franciszkowo, Górzna, Józefowo, Kamień, Kleszczyna, Klukowo, Krzywa Wieś, Międzybłocie, Nowa Święta, Nowiny, Nowy Dwór, Pieczynek, Płosków, Radawnica, Rudna, Skic, Sławianowo, Stare Dzierząźno, Stawnica, Święta, Wąsosz, Zalesie.

## Comunas vizinhas
- Jastrowie, Krajenka, Lipka, Łobżenica, Okonek, Tarnówka, Wysoka, Zakrzewo, miasto Złotów